# Ngôn ngữ tại Hoa Kỳ

Hoa Kỳ không có một ngôn ngữ chính thức, nhưng tiếng Anh được khoảng 82% dân số nói như tiếng mẹ đẻ. Biến thể tiếng Anh được nói tại Hoa Kỳ được biết như là tiếng Anh Mỹ; cùng với tiếng Anh Canada nó tạo thành một nhóm tiếng địa phương được biết đến là tiếng Anh Bắc Mỹ. Có 96% dân số Hoa Kỳ nói thông thạo tiếng Anh. Ngày 18 tháng 5 năm 2006, Thượng viện Hoa Kỳ đã bỏ phiếu cho một tu chính án của một đạo luật cải cách di dân mà tuyên bố tiếng Anh là ngôn ngữ quốc gia của Hoa Kỳ. Đạo luật cải cách di dân chính nó, S. 2611, đã được thông qua tại Thượng viện ngày 25 tháng 5 năm 2006 và hiện tại phải được đưa trở lại Hạ viện Hoa Kỳ để bảo đảm là các tu chính án được đồng thuận.
Tiếng Tây Ban Nha là ngôn ngữ thông dụng thứ nhì tại Hoa Kỳ, được khoảng 30 triệu người nói (hay 12% dân số) năm 2005. Tại Puerto Rico, cả tiếng Tây Ban Nha và tiếng Anh đều là ngôn ngữ chính thức, và tại New Mexico cả hai ngôn ngữ được sử dụng rộng rãi. Hoa Kỳ có dân số nói tiếng Tây Ban Nha đứng hàng thứ năm trên thế giới, chỉ sau México, Tây Ban Nha, Argentina và Colombia. Puerto Rico có dân số nói tiếng Tây Ban Nha là đa số. Mặc dù các di dân mới đến từ châu Mỹ Latinh ít thông thạo tiếng Anh nhưng thế hệ thứ hai gần như nói tiếng Anh lưu loát trong khi khoảng phân nửa vẫn còn nói tiếng Tây Ban Nha.
Người gốc Đức tạo thành nhóm sắc tộc riêng biệt lớn nhất tại Hoa Kỳ và tiếng Đức xếp hạng năm. Tiếng Ý, tiếng Ba Lan và tiếng Hy Lạp vẫn còn được sử dụng rộng rãi trong dân số có nguồn gốc di dân từ các quốc gia đó trong đầu thế kỷ 20 nhưng việc sử dụng các ngôn ngữ này đã mai một khi các thế hệ người già mất đi. Bắt đầu từ thập niên 1970 và tiếp tục cho đến giữa thập niên 1990, nhiều người từ Liên Xô và sau đó là các nước cộng hòa kế thừa của nó như Nga, Ukraina, Belarus và Uzbekistan đã di dân đến Hoa Kỳ làm cho tiếng Nga trở thành một trong những ngôn ngữ thiểu số tại Hoa Kỳ.
Tiếng Tagalog và tiếng Việt có trên 1 triệu người nói tại Hoa Kỳ, gần như là toàn bộ trong số những người di dân vừa qua.
Cũng có một dân số nhỏ người bản thổ châu Mỹ vẫn còn nói các ngôn ngữ bản xứ của họ, nhưng những dân số này đang ít dần và các ngôn ngữ này gần như chưa bao giờ được sử dụng rộng rãi bên ngoài các khu dành cho người bản thổ. Tiếng Hawaii, mặc dù có ít người bản xứ nói, vẫn còn được dùng ở cấp tiểu bang tại Hawaii cùng với tiếng Anh. Tất cả các ngôn ngữ khác ngoài tiếng Anh thường được truyền lại từ các thế hệ tổ tiên di dân hoặc được dạy qua những hình thức giáo dục.
Có khoảng 337 ngôn ngữ nói hoặc ngôn ngữ bằng dấu tại Hoa Kỳ mà trong đó khoảng 176 là có nguồn gốc bản địa. 52 ngôn ngữ nói trong lãnh thổ của Hoa Kỳ ngày nay đã tuyệt chủng.

## Thống kê qua điều tra dân số
Theo điều tra dân số Hoa Kỳ năm 2000, những ngôn ngữ chính theo số người nói trên 5 tuổi là:
1. Tiếng Anh: 215 triệu
2. Tiếng Tây Ban Nha: 28 triệu
3. Tiếng Hoa: hơn 2,0 triệu. Đa số nói tiếng Quảng Đông cùng với một nhóm gia tăng các người nói tiếng Quan Thoại
4. Tiếng Pháp: 1,6 triệu
5. Tiếng Đức: 1,4 triệu
6. Tiếng Tagalog: hơn 1,2 triệu. Đa số người Philippines cũng có thể nói những ngôn ngữ khác của Philippines như Ilokano, Pangasinan, các thứ tiếng Bikol và các thứ tiếng Visayan
7. Tiếng Việt: 1,01 triệu (xem Tiếng Việt tại Hoa Kỳ)
8. Tiếng Ý: 1,01 triệu
9. Tiếng Triều Tiên: 890.000
10. Tiếng Nga: 710.000
11. Tiếng Ba Lan: 670.000
12. Tiếng Ả Rập: 610.000
13. Tiếng Bồ Đào Nha: 560.000
14. Tiếng Nhật: 480.000
15. Tiếng Pháp Creole: 450.000. Đa số là tiếng Pháp Creole tại Louisiana: 334.500
16. Tiếng Hy Lạp: 370.000
17. Tiếng Hindi: 320.000
18. Tiếng Ba Tư: 310.000
19. Tiếng Urdu: 260.000
20. Tiếng Gujarati: 240.000
21. Tiếng Armenia: 200.000